# Allantinae

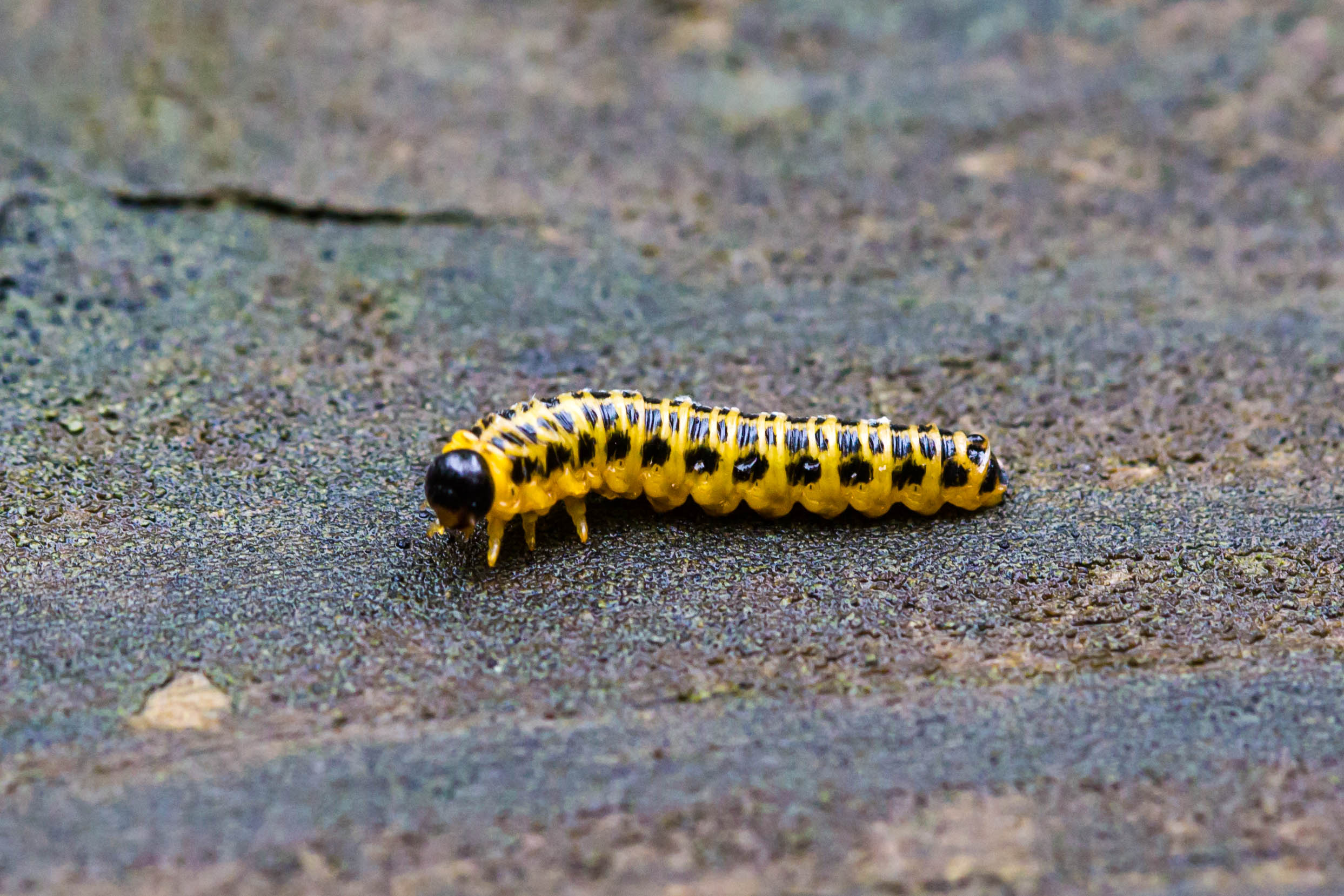
Larve von Macremphytus testaceus

Die Allantinae sind eine Unterfamilie in der Familie der Echten Blattwespen (Tenthredinidae). Das Taxon wurde von dem US-amerikanischen Entomologen Sievert Allen Rohwer (1887–1951) im Jahr 1911 eingeführt. Typusgattung ist Allantus Panzer, 1801.

## Merkmale
Bei den Allantinae handelt es sich um mittelgroße bis große Blattwespen. Sie zeichnen sich durch folgende Merkmale in der Vorderflügeladerung aus. Die Adern M und 1m-cu sind parallel. Die Ader 2A+3A ist vollständig und über eine Querader mit 1A verbunden. Die anale Querader ist gewinkelt.

## Lebensweise
Die Larven sind frei beweglich und fressen an den Blättern ihrer Wirtspflanzen. Zu diesen gehören u. a. Rosengewächse, Knöterichgewächse, Hartriegelgewächse und Eichen.

## Innere Systematik
Zur Unterfamilie Allantinae gehören etwa 850 beschriebene Arten in 107 Gattungen. Diese werden gewöhnlich auf 4 Tribus verteilt. Eine frühere fünfte Tribus Athaliini wurde ausgegliedert und in den Status einer Familie Athaliidae erhoben.
Die aktuell anerkannten Tribus mit einer Auswahl an Gattungen:
- Adamasini Malaise, 1945
  - Adamas Malaise, 1945
- Allantini Rohwer, 1911
  - Allantus Panzer, 1801
  - Apethymus Benson, 1939
  - Emphytopsis Wie & Nie, 1998
  - Macremphytus MacGillivray, 1908
  - Taxonus Hartig, 1837
- Empriini Rohwer, 1911
  - Ametastegia Costa, 1882
  - Aphilodyctium Ashmead, 1898
  - Empria Lepeletier & Serville, 1828
  - Monostegia Costa, 1859
  - Monsoma MacGillivray, 1908
  - Phrontosoma MacGillivray, 1908
- Eriocampini Rohwer, 1911
  - Dimorphopteryx Ashmead, 1898
  - Eriocampa Hartig, 1837
  - Pseudosiobla Ashmead, 1898